# Niederösterreichische Nachrichten
Die Niederösterreichischen Nachrichten (NÖN) sind eine niederösterreichische Traditionsmedienmarke, die wöchentlich die Printausgaben der NÖN (Wochenzeitung) herausgibt und täglich auf ihren Onlineportalen NÖN.at, meinfussball.at und nitelife.at die Region mit Nachrichten versorgt. Medieninhaber ist die NÖ Pressehaus Druck- und VerlagsgmbH in der Landeshauptstadt St. Pölten. Die NÖN erscheint in 28 Regionalausgaben und beschäftigt mehr als 200 Angestellte sowie über 600 freie Mitarbeiter.

## Geschichte

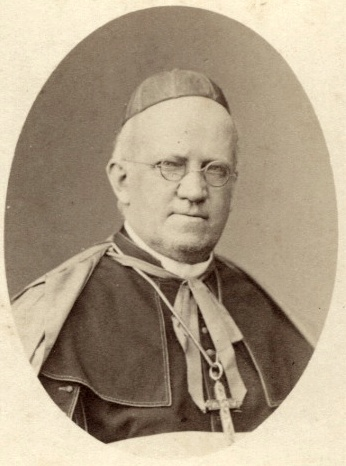
Bischof Joseph Feßler (Foto aus einer Bildsammlung der Konzilsväter 1870)

Im Jahr 1868 kaufte der St. Pöltner Bischof Joseph Feßler den St. Pöltner Boten und gestaltete ihn zur St. Pöltner Zeitung, die als drittälteste Zeitung Österreichs gilt, um. 1874 wurde der „Katholische Preßverein“ der Diözese St. Pölten in Krems gegründet, welcher ab 1876 den „Preßvereinsboten“ herausbrachte und 1889 nach St. Pölten übersiedelte. In der Zeit des Nationalsozialismus wurden die Zeitungen des Preßvereins zur Bäuerlichen Wochenzeitung der NSDAP.
Nach dem Zweiten Weltkrieg erschien die erste Ausgabe am 7. März 1946. Einer der jungen Journalisten war damals Hugo Portisch.
Im Jahr 1965 wurden elf Zeitungen des Preßvereins aus Krems, St. Pölten, sowie aus dem Wald- und Mostviertel zur NÖN mit einer Auflage von rund 37.000 Stück zusammengelegt. Im Jahr 1966 wurde die Hollabrunner Zeitung als Lokalausgabe gegründet. Die anderen Bezirke aus dem Weinviertel sowie aus dem Industrieviertel folgten bis 1975.
Nach diversen Übernahmen im Laufe der Jahrzehnte erscheint die Zeitung seit 1995 als Neue NÖN in 28 Regionalausgaben. Seit 27. September 2004 erscheint die NÖN durchgängig in Farbe und mit zum Teil neuem Inhalt. Die Printausgaben der NÖN bestehen aus 28 verschiedenen Lokalausgaben. Seit 2019 erscheinen die Ausgaben als eine einheitliche Zeitung, die sowohl den Lokalteil, als auch die landesweite Berichterstattung beherbergen.
Neben den Kauftiteln der NÖN verbreitet die NÖN 10-Mal im Jahr an über 650.000 Haushalte in ganz Niederösterreich das Produkt „NÖN-Mittendrin, ein Sonderjournal an jeden Haushalt“.

## Verlagsleitung
Von 1964 bis 1995 war Hans Ströbitzer Chefredakteur. Erster Chefredakteur der NÖN und Geschäftsführer des NÖ-Pressehauses (kurz: NP) war bis Ende 2015 der Wiener Neustädter Harald Knabl. 2016/17 war Martin Gebhart Chefredakteur. Von 1. Oktober 2017 bis Ende November 2017 war Karl Ettinger Chefredakteur der NÖN. Krankheitsbedingt musste er den Posten abgeben.
Die Leitung der Redaktion der „Niederösterreichischen Nachrichten“ (NÖN) übernahm am 23. November 2017 ein Zweierteam mit Walter Fahrnberger und Daniel Lohninger.
Walter Fahrnberger (Jahrgang 1974) ist seither zuständig für die Landesberichterstattung und für die über 300 Sonderprodukte der NÖN.
Daniel Lohninger (Jahrgang 1974) hat seither die Leitung der 28 Lokalredaktionen inne. Lohninger und Fahrnberger waren davor stellvertretende Chefredakteure und sind seit den 1990er-Jahren in der NÖN-Redaktion tätig.
Prälat Josef Eichinger war von 1979 bis zu seinem Tod 2014 Herausgeber der NÖN. Ihm folgte Prälat Schrittwieser. 2017 übernahm Gudula Walterskirchen die Funktion der Herausgeberin, auf die dann Sonja Planitzer und Herbert Binder im Oktober 2021 folgten.
Seit März 2023 bilden Sonja Planitzer und Georg Schröder das Herausgebergremium für die NÖN und die BVZ.
Geschäftsführer des NÖ Pressehauses wurde am 1. Juni 2016 Friedrich Dungl. Gemeinsam mit Michael Steinwidder bildet er die operative Geschäftsführung des NÖ Pressehauses.
Ab 1. Dezember 2020 war Michael Ausserer, bisher Chefredakteur im Medienhaus der Erzdiözese Wien, Geschäftsführer des NÖ Pressehauses. Ausserer folgt auf Friedrich Dungl, der sich neuen Aufgaben zuwenden wird. Unter Friedrich Dungls Verantwortung erfolgte die erfolgreiche Weiterentwicklung der Online-Medien NÖN.at und BVZ.at mit einer enormen Steigerung der Unique Clients auf 2,1 Millionen und der Visits auf 6,8 Millionen (ÖWA Basic, September 2020).
Ausserer übergab seine Funktion an Gert Bergmann, der seit dem 1. April 2025 offiziell die Verantwortung übernommen hat.

## NÖN-Bezirksausgaben
Die NÖN erscheint in 28 Bezirksausgaben:
- Amstetten
- Baden (Bad Vöslau)
- Bruck an der Leitha
- Erlauftal
- Gänserndorf
- Gmünd
- Haag/St. Valentin
- Herzogenburg/Traismauer
- Hollabrunn
- Horn
- Klosterneuburg
- Korneuburg
- Krems
- Lilienfeld
- Melk
- Mistelbach
- Mödling
- Neulengbach
- Neunkirchen
- Pielachtal
- Purkersdorf
- Sankt Pölten
- Schwechat
- Tulln
- Waidhofen an der Thaya
- Wiener Neustadt
- Ybbstal
- Zwettl
Die Bezirksausgaben sind in lokale Berichterstattung (Kommunalpolitik, Aus den Schulen, Aus den Stadtteilen, Chronik & Gericht und verschiedene Regionen im Bezirk), Kultur, Service (Personalia, Notdienst, Pfarrnachrichten, Veranstaltungen), Landesberichterstattung sowie Sport, Treffpunkt und dem Serviceteil gegliedert.

## Beilagen und Sonderprodukte
Bauen und Wohnen, Wirtschaft und Forschung, Journale für Schüler, Lehrlinge, Studenten oder Senioren, Sonderbeilagen zu den großen Themen Gesundheit oder Auto/Motor. Die Themen-Vielfalt ist groß. Über 300 überregionale und lokale Sonderjournale werden Jahr für Jahr von den Redakteuren erstellt und veröffentlicht.
2024 hat der Verlag eine Leseinitiative in Kooperation mit der Kleinen Zeitung gestartet. Die "kleine nön" richtet sich als Print-Wochenzeitung an die junge Leserschaft im Alter zwischen 6 und 12 Jahren und ist im Abo erhältlich.

## Blattlinie und Reichweite
Im Sinne der Gründungsväter und der römisch-katholischen Mehrheitseigentümer ist es die Aufgabe der NÖN, „gemäß den Statuten des Pressvereins aus christlichem Geiste zur Information und zur Bildung der Bevölkerung und zur Förderung des Gemeinwohles beizutragen ... Von anderen Institutionen ist die Redaktion unabhängig.“ Im Jahr 2005 wurde von einer Lobbying-Gruppe behauptet, dass die NÖN eine Anzeige für einen homosexuellen Stammtisch nicht annehmen wollte.
Die NÖN ist die meistgelesene Kaufzeitungen in Niederösterreich. Laut Media-Analyse 2023/2024 lesen regelmäßig 472.000 Personen die NÖN. Unter Niederösterreichs Kaufzeitungen liegt die NÖN mit einer Reichweite von 27,5 % auf Platz 1. - damit auch vor der Kronen Zeitung und ist somit die meistgelesene Kaufzeitung in Niederösterreich.

## Online und digitale Medien
Das Online Portfolio ist in den letzten Jahren massiv ausgebaut worden. Seit März 2023 berichtet die NÖN tagesaktuell auf NÖN.at, um auf den rasanten "Wandel in der Medienbranche zu reagieren".
So besteht das Gesamtnetzwerk aus den Nachrichten- und Serviceportalen von NÖN.at, BVZ.at, meinfussball.at und nitelife.at. Mit 3.346.564 Unique Clients hat die Mediengruppe einen einzigartigen Rekord laut ÖWA Basic (März 2020) aufgestellt. Das sind 137 % Steigerung gegenüber dem Vorjahr und mit 12.218.855 Visits konnte sogar die 12 Mio. Marke geknackt werden. Damit erreichen die NÖN/BVZ-Online-Angebote die höchsten Werte seit ihrem Bestehen. Auch die ePaper-Entwicklung verläuft für die NÖN und die BVZ äußerst zufriedenstellend. Aktuell erreicht das NÖN-Netzwerk laut ÖWA Basic (Februar 2021) 1.925.596 Unique Clients und erzielte 6.366.634 Visits. Alle Online-Daten des NÖN-Netzwerks sind ständig unter www.oewa.at abrufbar.
Die Internet-Reichweitenerhebung der Österreichischen Webanalyse ÖWA attestiert dem NÖN/BVZ-Netzwerk aktuell (ÖWA März 2025) 1.551.892 monatliche Unique User bzw. 1.907.721 monatliche Unique Clients in Österreich.